# بانک راجستان
بانک راجستان (هندی: बैन्क ओफ राजस्थान) شرکت خدمات مالی و بانکداری هندی است، که در سال ۱۹۴۳ تأسیس شد.